# Обухівська сільська рада (Мурованокуриловецький район)
| Обухівська сільська рада — колишній орган місцевого самоврядування у Мурованокуриловецькому районі Вінницької області з адміністративним центром у с. Обухів. Сільській раді підпорядковані населені пункти: - с. Обухів - с-ще Котюжани - с-ще Малий Обухів - с. Берлядка - с. Привітне |

## Склад ради
Рада складається з 16 депутатів та голови.

## Керівний склад сільської ради
| ПІБ                        | Основні відомості                                                                       | Дата обрання | Дата звільнення |
| -------------------------- | --------------------------------------------------------------------------------------- | ------------ | --------------- |
| Кретюк Валентина Андріївна | Сільський голова, 1955 року народження, освіта, позапартійна                            | 26.03.2006   | 31.10.2010      |
| Мельник Віктор Михайлович  | Сільський голова, 1950 року народження, освіта середня спеціальна, член Партії регіонів | 31.10.2010   |                 |

Примітка: таблиця складена за даними джерела